# Адель Гюго
Адель Гюго (фр. Adèle Hugo) — п'ята і наймолодша дитина французького письменника Віктора Гюго. Її пам'ятають через те, що в молодості вона захворіла на шизофренію, яка призвела до романтичної одержимості британським військовим офіцером, який їй відмовив. Її історія була переказана у фільмах та книгах, зокрема у фільмі Франсуа Трюффо «Історія Адель Г.» 1975 року.

## Дитинство
Адель Гюго виросла в культурній, заможній родині в Парижі, наймолодша дитина Адель (уродженої Фуше) та Віктора Гюго, найвідомішого французького письменника. Адель любила грати на фортепіано і була відома своєю красою та довгим темним волоссям. Вона позувала для портретів кількох відомих паризьких художників. У 1852 році родина Гюго переїхала на острів Джерсі після того, як Віктор Гюго був змушений піти у політичне заслання. Гюго залишалися на Нормандських островах до 1870 року. На Джерсі Адель познайомилася з Альбертом Пінсоном, об'єктом своєї одержимості.

## Хвороба та переслідування Альберта Пінсона
Ознаки психічного захворювання стали очевидними в Адель у 1856 році. На той час вона вже мала кілька пропозицій руки і серця і романтичні захоплення, а в 1854 році у неї виникли романтичні стосунки з офіцером британської армії Альбертом Ендрю («Берті») Пінсоном. Їй було майже 24, а він був приблизно на два роки молодший за неї. У 1855 році він запропонував Адель руку і серце, але вона його відкинула. Пізніше Адель змінила своє рішення, бажаючи примиритися з Пінсоном, але він відмовився мати з нею стосунки. Пінсон продовжив військову кар'єру, був відправлений до Шістнадцятого піхотного полку в Бедфордширі в 1856 році, де він рідко бачився з Адель. У 1858 році Пінсон поїхав до Ірландії, отримавши звання лейтенанта, де перебував до 1861 року.
Незважаючи на відмову Пінсона, вона продовжувала переслідувати його. Пінсон здобув репутацію людини, що живе «розпусним життям». Адель поїхала за ним, коли він переїхав до Галіфаксу, Нова Шотландія, Канада, у 1863 році. Родина Адель хвилювалася за її благополуччя і намагалася відстежити її місцезнаходження за допомогою листів.
Сучасні свідчення, надані тими, хто мав певний контакт з Адель або знав її особисто, походять від її адвокатів пана Моттона і пана Ленуара, її сусідів, місцевого шерифа і власника книжкової крамниці, у якого вона купувала письмове приладдя (Guille 132). Саме з документів, наданих сім'ями, в яких жила Адель, Сондерсами і Моттонами, ми маємо найбільше подробиць про її життя протягом цього трирічного періоду. Зокрема, вірне листування пані Сондерс з Франсуа-Віктором дозволило родині Гюго бути в курсі здоров'я Адель, її занять та відвідувачів. Їхнє листування охоплює не лише час, протягом якого Адель жила в будинку Сондерсів, але й час, що передував її від'їзду з Галіфаксу в грудні 1866 року, коли вона оселилася в родині Моттон за дві милі від міста (Guille 100)
У 1866 році Пінсон був направлений на Барбадос, британський колоніальний центр у Карибському регіоні; Адель знову поїхала за ним. У 1869 році Пінсон назавжди розлучився з Адель, коли залишив Барбадос, оскільки 16-го був відправлений до Дубліна. Там він познайомився і одружився з Кетрін Едіт Роксбург у 1870 році, заможною донькою британського підполковника Джеймса Роксбурга.
Адель повернулася до Франції лише в 1872 році у віці 41 року. До того часу родина Гюго не мала змоги відстежувати її діяльність.
Про жалюгідне становище Адель на Барбадосі розповів Катоной, голова католицької місії на Тринідаді, у листі від 8 вересня 1885 року. Він розповідає про випадок, коли він зустрів барбадоську жінку африканського походження на ім'я мадам Селін Альварес Баа, яка попросила відслужити месу за Віктора Гюго після звістки про його смерть. Цікавлячись причиною інтересу мадам Баа до Віктора Гюго, Катоной почав розпитувати і дізнався, що мадам Баа дала притулок Адель, коли її покинули на Барбадосі, де вона була відома під ім'ям мадам Пінсон. Адель знайшли блукаючою вулицями, розмовляючою сама з собою, відірваною від свого оточення. Мадам Баа забрала Адель до своєї сім'ї в Париж; Адель залишили під медичним наглядом, а вдячний Віктор Гюго відшкодував мадам Баа її витрати. Схожу історію, як у Катоноя, подано в анонімному листі до редактора, опублікованому газетою «New-York Tribune» 27 травня 1885 року.
Більша частина того, що відомо про життя Адель та її переслідування Пінсона, походить з її щоденників та листів. Адель вела щоденник, коли жила на Джерсі та Гернсі, який вона назвала «Journal de l'Exil» («Щоденник вигнанця»). Вона припинила вести щоденник, коли приземлилася на Барбадосі через погіршення свого психічного стану.

## Психічний стан і подальше життя
Одержимість Адель була проявом еротоманії. Разом з іншими симптомами психічного захворювання, включаючи галюцинації, стан Адель вказує на шизофренію. Хвороба з'явилася і в інших членів сім'ї Гюго; брат Віктора Гюго Ежен також страждав на шизофренію.
Зрештою, Адель відправили жити до психіатричної лікарні для заможних людей за межами Парижа. Вона залишалася там до самої смерті у 1915 році. Овдовілий Пінсон помер того ж року, через п'ять місяців після Адель. З п'яти дітей Віктора Гюго Адель була єдиною, хто пережив його.